# Cesare Breviglieri
Cesare Breviglieri (Modena, 25 gennaio 1905 – Modena, 9 febbraio 1968) è stato un calciatore italiano, di ruolo centrocampista.

## Carriera
Centromediano, all'occasione mediano, di non eccelse doti fisiche, arrivò al Modena, dopo una gavetta condotta al Sassuolo e al Dopolavoro Panaro di Modena, nell'estate del 1927. Scelto come riserva dell'esperto Alice debuttò in campionato, per un'indisposizione del titolare, disputando una prova inferiore alle aspettative, tanto che nel corso del match contro l‘Hellas fu spostato a mediano destro, cedendo il posto in regia a Dugoni. 
A fine stagione, in occasione di un nuovo prolungato stop ad Alice, ebbe un po' di spazio in Coppa Coni, competizione nella quale disputò 4 partite, dimostrando di avere fiato e buona visione di gioco. Fu confermato per la stagione successiva quando ebbe modo però di giocare un'unica partita in campionato, in prima squadra, il 10 febbraio 1929, in occasione del successo esterno sul Padova (3-2). Non avendo convinto Forlivesi delle sue qualità, alla vigilia del primo campionato unico fu ceduto alla Mirandolese in Prima Divisione, dove rimase due stagioni prima di passare alla Ternana via Pro calcio.

## Palmarès

### Club

#### Competizioni regionali
- Campionato italiano di terza divisione: 1

Sassuolo: 1925-1926